# 傻瓜，中國的暹羅貓
《傻瓜，中國的暹羅貓》（Sagwa, the Chinese Siamese Cat），又簡稱《傻瓜猫》（Sagwa Miao），是改編自一本譚恩美所著兒童叢書《The Chinese Siamese Cat》的一系列電視動畫。故事背景在北京市末年其中傻瓜有在她的生活樂趣而教學中的重要教訓。

## 发展历程
- 1994年，以“SAGWA”为原型的小说面世。
- 1999年，由Cinegroupe和Sesameshop联合制作推出“Sagwa”系列动画片。此后，在北美国家掀起了“Sagwa旋风”，路面上到处是“Sagwa”的专卖店、店中店。接着，Sagwa又“席卷”了整个欧洲国家，受到了各大媒体的抢先报道与跟踪播报。
- 2002年，“Sagwa”获得国际艾美奖。
- 2008年，“Sagwa”由天津北新动画技术有限公司引进，正式登陆中国。
- 2009年，“Sagwa”获得杭州国际动漫节“美猴奖”提名。

## 登場角色
傻瓜貓（Sagwa Miao, the Silly Cat）
爸爸宝宝貓（Baba Bao-Bao Miao, the Father Darling Cat）和妈妈小风貓（Mama Shao-Fung Miao, the Mother Small Wind Cat）的女兒，排行老二，生肖屬狗，金牛座，具有冒險精神、好奇心，個性獨立。擁有用尾巴寫書法的才華，其曾曾祖母為中國第一隻會寫書法的貓。（牠們家歷代的家族成員都要會識字、寫字）
西瓜貓（Sheegwa Miao, the Water Melon Cat）
傻瓜的妹妹，生肖屬鼠，双鱼座，充滿活力、好奇，個性溫柔含蓄。平時與姊姊的感情很好。
冬瓜貓（Dongwa Miao, the Winter Melon Cat）
傻瓜的哥哥，生肖屬猴，狮子座。比較聰明、好強的，有時還很固執，愛好武術。
福蝠（Fu-Fu, the Lucky Bat）
一隻蝙蝠，也是傻瓜最好的朋友。戴著圓形的眼鏡，可能是因為視力不好所以行動比較笨拙，時常撞擊樹木或其他物體，是傻瓜最好的朋友。
奶奶貓（Nai-Nai Miao, the Paternal Grandmother Cat）
傻瓜的奶奶。
爷爷鬼貓（Yeh-Yeh Gwai Miao, the Paternal Grandfather Ghost Cat)
傻瓜的爺爺。
孫湑稽的县太爷（Soon Shoo-Jee-Deh-Shan-Taiyeh, the Grandchild County High Master of Bright Ground-Bowing）
體型龐大而時常心不在焉的執政官，偶爾由於他的太太而定出些微愚蠢的法則，但大多數他被敘述成一個公正，合理的統治者。他很喜歡他的貓，因為貓有寫書法的天分，另一個原因為貓會驅趕他不喜歡的老鼠。角色原型可能是咸豐帝、同治帝及光緒帝
孫太太（Soon Tai-Tai, the Grandchild Wife）
县太爷的妻子，她性情暴躁，很重視階級觀念，證明自己和平凡人不一樣，不過她仍然具有善良的心，當她看見自己所做的結果造成困擾，她仍然會向別人道歉。她很寵愛自己的狗且放在自己的袖子里: 脾狗(Ping Gou, the Spleen Dog), 袖狗破狗(Pong Gou, the Breaker Dog); 爬狗(Pang Gou, the Climber Dog)。角色原型可能是慈禧太后
三女兒：孫白豆（Soon Ba-Do, Sun White Bean）, 孫綠豆（Soon Luk-Do, Sun Mung Bean）; 孫黃豆（Soon Huang-Do, Sun Soybean）
白豆：县太爷的長女，穿著粉紅色衣服, 綠豆：县太爷的二女，穿著藍色衣服，身高是三女兒中最高的; 黃豆：县太爷的小女儿，穿著黃色衣服。
野猫
一组由猫所組成的團體，住在宫殿理由之外的街道和小巷。
大厨师（Da-Cusee, the Big Kitchen Divider）
工作是準備膳食，緊急的時候還會膳煮藥物，和師爺是好朋友，他好像懂得特殊的语言，可以跟傻瓜他们交流。
孫师爷（Soon Seeyeh, the Grandchild Division Master）
工作是負責朗讀县太爷所規定的命令給村民聽，平時和廚師一起提供意見給县太爷，同時也是三個女兒的老師。角色原型可能是李鴻章

## 外部連結
- 聯合 官方網站
- 互联网电影数据库（IMDb）上《傻瓜，中國的暹羅貓》的资料（英文）
- 中文官方网站